# Gerald Logan
Gerald Logan (Wimbledon, 29 dicembre 1879 – Folkestone, 29 aprile 1951) è stato un hockeista su prato britannico.
Ha vinto la medaglia d'oro olimpica alle Olimpiadi 1908 svoltesi a Londra, vincendo il torneo di hockey su prato.